# Бартиш Сергій Петрович
Сергі́й Петро́вич Ба́ртиш (нар. 31 серпня 1964 — 28 жовтня 2015) — солдат Збройних сил України, учасник російсько-української війни.

## Життєпис
Народився 1964 року в селі Новопушкарівка Дніпропетровської області. Здобув середню освіту, проходив строкову військову службу в РА СРСР. Демобілізувавшись, працював у селі зварювальником.
Пішов на фронт добровольцем, мобілізований 30 липня 2015 року. Солдат, механік-водій 7-ї роти 3-го батальйону, 53-тя окрема механізована бригада.
28 жовтня 2015-го загинув поблизу селища Верхньоторецьке Ясинуватського району Донецької області. Того дня Сергій з двома побратимами був у наряді та, почувши шурхіт в лісосмузі, поповз у розвідку. З лісосмуги в його напрямі вилетіли 2 гранати, Бартиш зазнав важких поранень від вибуху. Терористи відкрили вогонь, протягом 40 хвилин бою до Сергія не могли дістатися, він тримався з останніх сил та навіть відстрілювався; помер дорогою до лікарні. За іншими даними, поблизу селищ Верхньоторецьке та Красний Партизан Ясинуватського району під час огляду місцевості для інженерного обладнання окопів підірвався на невідомому вибуховому пристрої.
Похований в Новопушкарівці Криничанського району.
Без Сергія лишились дружина Світлана Анатоліївна, двоє синів — Сергій та Олександр, троє онуків.

## Нагороди та вшанування
За особисту мужність, сумлінне та бездоганне служіння Українському народові, зразкове виконання військового обов'язку відзначений — нагороджений
- орденом «За мужність» ІІІ ступеня (21.3.2016, посмертно)[1]